# Серповский сельсовет
Серповский сельсовет — сельское поселение в Моршанском районе Тамбовской области Российской Федерации.
Административный центр — село Серповое.

## История
Статус и границы сельского поселения установлены Законом Тамбовской области от 17 сентября 2004 года № 232-З «Об установлении границ и определении места нахождения представительных органов муниципальных образований в Тамбовской области».

## Население
| 2010  | 2012  | 2013  | 2014  | 2015  | 2016  | 2017  |
| ----- | ----- | ----- | ----- | ----- | ----- | ----- |
| 1999  | ↘1915 | ↘1893 | ↘1829 | ↘1765 | ↘1744 | ↘1725 |
| 2018  | 2019  | 2020  | 2021  |       |       |       |
| ↘1706 | ↘1678 | ↘1612 | ↗1631 |       |       |       |

## Состав сельского поселения
| № | Населённый пункт | Тип населённого пункта       | Население |
| - | ---------------- | ---------------------------- | --------- |
| 1 | Вислый Бор       | посёлок                      | 11        |
| 2 | Давыдово         | село                         | ↘423      |
| 3 | Зелёный Бор      | посёлок                      | ↘352      |
| 4 | Зелёный Луг      | посёлок                      | 11        |
| 5 | Пеньки           | село                         | ↘473      |
| 6 | Серповое         | село, административный центр | ↘729      |